# قائمة المناطق البيئية في صوماليلاند
هذه قائمة بالمناطق البيئية الموجودة في صوماليلاند بحسب ما أورده الصندوق العالمي للطبيعة.

## المناطق البيئية الأرضية
تقع صوماليلاند في المنطقة الأفريقية الاستوائية. وتضم اثنين من المناطق البيئية التي تقع في الصحاري والمناطق الأحيائية الشجرية الجافة، وتتمثل تلك المناطق البيئية فيما يلي:
- المراعي والشجيرات الجافة الإثيوبية.[1]:396
- الغابات الجبلية الجافة الصومالية.[1]:397
- أدغال وأحراش السنط الصومالية.[1]:296